# Caleidociclo
Los caleidociclos  pathos son formas geométricas -generalmente- de papel, que se han utilizado en el diseño gráfico, tanto para promocionales como material didáctico: tanto en la enseñanza de aspectos matemáticos, como de composición y diseño, gráfico, industrial o arquitectónico, así como de arte. Es un fundamento para los escultores abstractos. 
Los Caleidociclos son formas bellas que giran, el término aparece por primera vez en el libro de Scahttschneider y Wallace (1977), y se deriva de los vocablos griegos cali (belleza), eidos (forma) y ciclo (anillo, girar o volver al punto de origen).
Los caleidociclos forman parte de una disciplina que se denomina arquitectura de papel, del inglés Origamic Architecture, y ésta del alemán Pappierarchitecture.
Los hay de diferentes tipos:
En cierto sentido los caleidoscopios serían caleidociclos visuales.
Los planos, entre los que podemos encontrar a los flexágonos, descubiertos por Arthur H.Stone a mediados de siglo XX, y dados a conocer al mundo por Martin Gardner, en un artículo para la prestigiada revista Scientific American, en donde tenía a su cargo la sección de juegos matemáticos.
Hay otros caleidociclos planos que funcionan como los flexágonos, pero son en formato de cuadro, y pueden tener diferentes órdenes. 
podríamos sugerir el nombre de tetraflexágonos, ya que el nombre completo de los flexágonos de Stone es hexahexaflexágonos (si son de orden 6) trihexaflexágonos (si son de orden 3).
El libro de los vientos de Ramin Razani sería un caleidociclo que va desde lo plano a lo tridimensional. Se podría determinar su orden por el número de aspas (ver el video en el blog de estructuras laminares).
Los tridimensionales, entre los que se encuentran los descubiertos por Wallace Walker en 1958, como una derivación de su red isoaxis. Esta red la descubre como resultado del estudio de diversas posibilidades que se pueden lograr con el plegado del papel.
El cubo de Schatz o cubo inversible es otro ejemplo de esta notable curiosidad matemática. Este es el primer caleidociclo, data de 1926 inventado por el alemán Paul Schatz (también descubridor del oloide). Se trata de un cubo trisectado (dividido en tres partes), dos de las cuales son fijas y la tercera es un caleidociclo de orden 6.
De acuerdo al número de piezas que tienen los caleidoclos se les denomina de orden 6, 8, etcétera. Así un caleidociclo de orden 12, estará conformado por 12 piezas. Los caleidociclos de Wallace Walker están formados por una serie de tetraedros, no necesariamente regulares. Sus órdenes siempre son en pares, En cambio los flexágonos de Stone, el orden lo determina el número de caras que forman el mismo flexágono, puede haber pares e impares.
Un trazo derivado de la isoaxis de Wallace es el de Miura. Kioro Miura lo desarrolló al trabajar en la N.A.S.A., es una arruga inteligente (palabras del mismo Miura), que permite a la lámina de la que está creado compactarse y expandirse. De hecho fue creado para funcionar como paneles solares que habían de llevarse compactados en las naves y ahí desplegarse. Hay también caleidociclos creados a partir del trazo Miura. El miura debe ser lo suficientmente largo (el largo del miura al menos un módulo mayor que pi x diámetro, donde diámetro es la altura del miura).
Al juego denominado la escalera de Jacob se le puede incluir en esta clasificación. El juguete consiste en tablitas que -unidas mediante listones parecen caer.
Otra tipología de los caleidociclos tridimensionales son los flexicubos o cubos caleidociclos, que desarrollara, entre otros el escultor mexicano Enrique Carbajal (Sebastian). También hay notables flexicubos desarrollados en Oriente como el Milagro de Shinsei, o el llamado también cubo de Yoshimoto. El cubo de Shinsei consta de dos caleidociclos de orden 12; unidos forman un cubo. El cubo de yoshimoto se compone de 2 caleidociclos de orden 8 que unidos forman un solo cubo, y por separado dos cubos.
El cubo llamado el milagro de shinsei, es uno de los más notables caleidociclos, ya que se compone de dos piezas, que a su vez son dos caleidociclos de orden 12 cada uno. Juntos forman un cubo, o múltiples figuras.
Otro caleidociclo en dos partes es el llamado Cubo de Yoshimoto, cada caleidociclo es de orden 8. ambas piezas forman un cubo hueco que se incerta en otro.
El cubo serpiente es un elegante y complejo rompecabezas que cabe en la categoría de los caleidociclos.
Un caleidocilo plano y que a su vez es un rompecabezas, es el trazo "Celos", del arquitecto Oscar Enrique Domínguez Rocha, autor también del sistema denominado S.A.R.A.

## Enlaces
http://www.calidociclos.site50.net/ Archivado el 26 de diciembre de 2010 en Wayback Machine.
https://web.archive.org/web/20100620023129/http://www.socylema.es/congresosegovia/ponencias/Calidociclos%20y%20Anillos%20de%20tetraedros.pdf
https://web.archive.org/web/20100320134643/http://chelis.iespana.es/cuboserp.htm
https://web.archive.org/web/20090427094351/http://usuarios.lycos.es/zobook/flexagonos/flexagonos.htm
http://es.wikipedia.org/wiki/Paul_Schatz
http://www.mathematische-basteleien.de/kaleidozyklen.htm
http://sites.google.com/site/arquitecturadepapel/
http://estructuraslaminares.blogspot.com/